# ナザレの家のキリストと聖母マリア
『ナザレの家のキリストと聖母マリア』（ナザレのいえのきりすととせいぼマリア、西: La casa de Nazaret, 英: The House in Nazareth）は、スペインのバロック絵画の巨匠フランシスコ・デ・スルバランが1640年ごろ、キャンバス上に油彩で制作した絵画である。画家は類似した構図で他にも2点の同主題作を描いている。本作は1960年以来、米国オハイオ州のクリーブランド美術館に所蔵されている。
作品の主題は、17世紀にカトリック信仰を一般に広める運動の一環として再生させられた数限りない『外伝』の1つから採られている。 宗教関係の著述家たちは古い伝説を復活させると同時に、一般大衆に容易に理解されるイエス・キリストの幼年期の話を概ね逸話風に作り上げるという新しい伝統を発明した。本作については、スルバラン自身が描かれている主題を発案したようである。画面と人物像の大きさにもかかわらず、静けさと親しみやすさが強調されている作品となっている。

## 作品

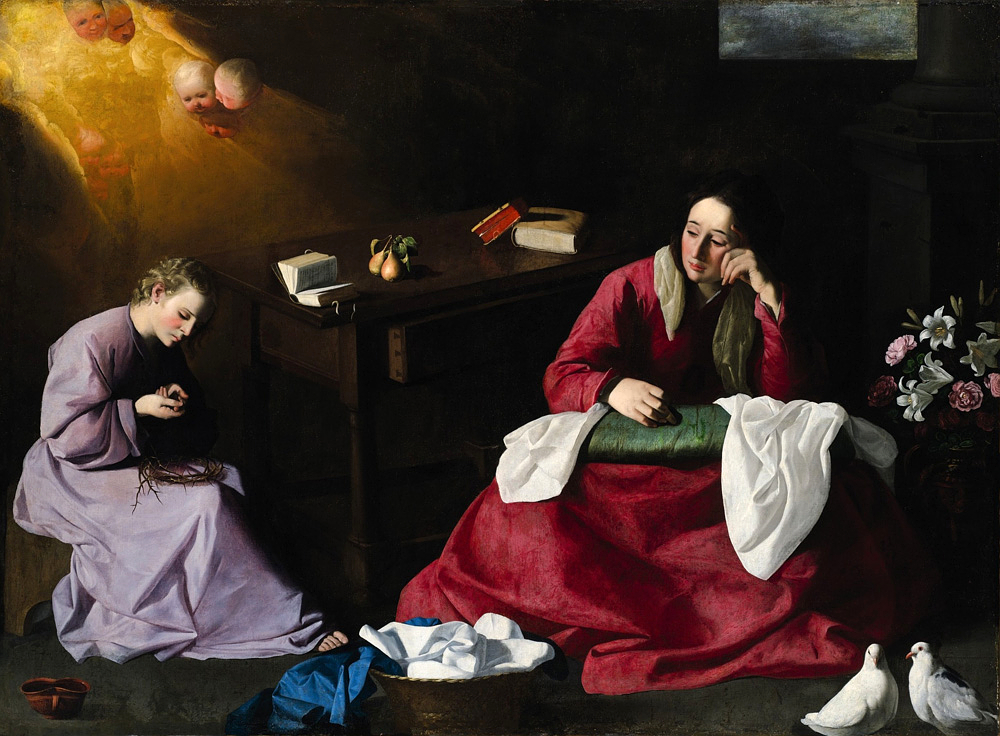
スルバラン『ナザレの家のキリストと聖母マリア』ビリャル・ミール (Villar Mir) ・コレクション (マドリード)

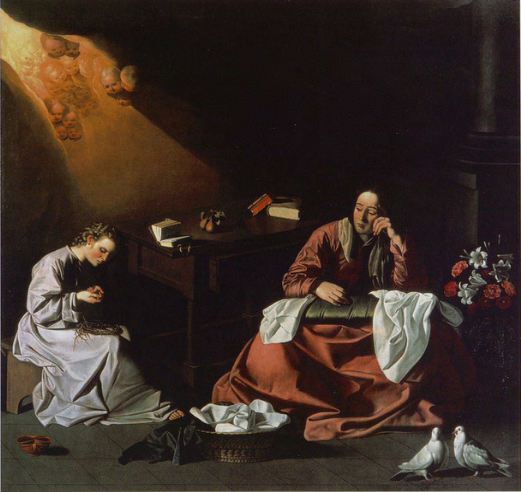
スルバラン『ナザレの家のキリストと聖母マリア』コロメール (Colomer) ・コレクション (マドリード)

本作は、左側に小さなイバラの冠を編んでいる幼子キリストを描いている。イバラのトゲが彼の指に刺さったところであり、それは彼の将来の受難を示唆する。右側には、縫物をしているマリアが白百合とバラ (聖母の無垢さの象徴) の入っている花瓶とともに描かれているが、彼女はキリストの指に刺さったトゲを見、悲しみのうちに彼の受難を予見する。彼女の苦悶は、赤く腫れた両目から頬を伝わり落ちる涙として表現されている。
どちらの人物にも光輪が描かれていないが、 画面上部左側の智天使の頭部は天国の眩い輝きの中に登場している。画面に描かれている白い布はキリストと聖母の純潔を、ハトは人間の魂 (キリストの将来の受難がその復活をもたらす) 表し、キリストの足元にある水の入った壺は洗礼を示唆する。机の上には開かれた本 (『ヘブライ語聖書』にあるメシアの預言を示唆する)  とナシ (キリストの人類への愛と救済を象徴する) がある。
この絵画の着想そのものは、バロック絵画のいくつかの大仰な様式とは隔たっている。二分される構図は非常に簡素である。とはいえ、聖母とキリストは同じ部屋にいながら、それぞれが自分自身の世界に没入してしまっている。その間に合って、静物が異常な明快さを持っている。陶製の器、裁縫用の籠、本や果物を置いた机などの日常的事物の物質的特徴とそれらの個別化への執着には驚くべきものがあるが、疑いもなくスルバランの静物画への献身的態度により容易に達成されている。
テネブリズムに非常に典型的な光と闇の対比により。絵画には舞台劇のような様相が与えられ、イタリア・バロック絵画の巨匠カラヴァッジョの作品を想起させる。色彩は圧倒的で、聖母の衣服の鮮やかなルビー色、キリストの長衣の真珠色を帯びた青灰色、晒し切ったような白色、黄金色に染まる茶色が明快さと深さを達成している。